# Monestir de Sant Hilarió
El monestir de Sant Hilarió és un antic monestir del municipi de Benifallet (Baix Ebre) inclòs dins de l'Inventari del Patrimoni Arquitectònic de Catalunya.
En l'actualitat es troba en un estat d'abandonament que amenaça ruïna.

## Descripció
Aquest conjunt de l'antic desert de Sant Hilarió, i temps després balneari de Cardó, està ubicat en mig de l’amfiteatre que forma la Vall de Cardó, aixecat en un petit promontori, suspès sobre l’abisme del Salt del Frare, un salt d’aigua que recull l’aigua cristal·lina dels quatre barrancs de l’amfiteatre de Cardó.
El monestir està envoltat d’una exuberant vegetació i d’abundant aigua provinents de vint-i-set fonts, així com de catorze ermites disperses per tota la vall de Cardó, unides per diferents camins que condueixen a cadascuna d’elles.
Està format per les dependències residencials pròpies del balneari (aprofitant l'estructura del monestir), l'església de Sant Hilari o Hilarió, que pertanyia al convent, i dependències noves com parcs, jardins, miradors, i els camins que condueixen a cadascuna de les catorze ermites disperses per tota la vall de Cardó.
La capella dins del monestir de Sant Hilarió, a Cardó, és de planta rectangular i de nau única amb volta de canó. A l'absis hi ha un nínxol on es trobava un retaule de fusta barroc i uns altres dos nínxols a cada costat de l'anterior amb imatges de sants. Les obres de fusta es conserven a una capella construïda vers el 1940.
El monestir destacà per la seva austeritat i senzillesa, i tot i les seves considerables dimensions, no comptà amb detalls arquitectònics notables.

## Història
La construcció del Desert de Sant Hilarió va respondre a la determinació presa per l'Orde del Carmelites descalços, d'aixecar llocs apartats de la societat, on els religiosos que ho volguessin, poguessin retirar-se durant un temps, o tota la vida, viure en soledat, buscant la pau i la tranquil·litat que els aporta una vida retirada i eremítica.
A principis del segle XVII, fra Jeroni de l’Asumpció, prior de Tortosa, va voler cercar un indret apartat per fundar un desert per a la seva ordre a Catalunya, i encomanar al jove frare Pere Pau Rebull, més conegut com a fra Pau de Crist, que trobés un indret per a ubicar el futur desert. Després de descartar les muntanyes de Tivissa, fra Pau Rebull va triar Cardó per ubicar el Desert carmelita de Cardó, com a refugi on cercar la pau. al ser un indret separat del món, amb una exuberant vegetació i amb abundant aigua provinents de vint-i-set fonts.
Les gestions per a la construcció del del futur desert i monestir, van començar l'any 1604 quan Josep Simó, canonge de Tortosa i propietari d'una part de la vall, cedir les terres, així com Gabriel Seliert i Joan Borrull, propietaris d’una altre part de la muntanya, els quals els hi van vendre la seva part. L’altre gran propietari de la muntanya, el monestir de Santa Maria de Benifassà, propietaris de la baronia de Cardó i Sellent, tot i no tenir bones relacions amb els Carmelites descalços, finalment van concedir el permís de construcció.
Dos anys més tard, en Fra Pau de Crist amb l’ajut del pare tarragoní Francesc de la Mare de Déu, d’en fra Elies de Sant Josep i d’un mosso seglar, aconseguiren aixecar una petita caseta i una humil capella davant del lloc on volien construir el futur monestir, i que el 6 de maig de 1606 va ser consagrada sota l’advocació de Sant Hilari o Hilarió. Cap a l'any 1617 la comunitat ja estava establerta oficialment a l'edifici.
Dècades posteriors i sota la protecció del canonge de Tortosa Josep Simó, del cavaller Gregorio de Oliver, així com de Pere Antoni d’Aragó, un dels nobles de la família dels Cardona, i la seva dona Ana Fernández de Córdoba, duquessa de Feria, el monestir prosperà notablement.
Des de l’inici de la construcció del monestir, els fundadors de Cardó, preveient que amb l’aïllament i l’austeritat pròpia del monestir no serien suficient per donar resposta a les necessitats de vida eremítica i espiritual dels monjos de l'Orde del Carmelites descalços, van començar a construir petites ermites disperses per la vall de Cardó on retirar-se per viure aquesta vida eremítica que tant desitjaven, seguint la tradició d'altres deserts carmelites. Entre 1611 i 1626 construïren un sensacional conjunt de 14 ermites.
L'any 1835, arran de les bullangues, i enfront del perill que comportava, tot i que el monestir no es va veure amenaçat, es va decidir l'exclaustració de la comunitat monàstica. Posteriorment, l'any 1836, a causa de la llei de desamortització de Mendizábal, el monestir va patir la desamortització dels seus béns, quedant el monestir i les ermites abandonades. El saqueig per part de la companyia "Franquet" de Reus (excepte l'altar, que fou traslladat a l'ermita de Sant Domènec) suposaren la destrucció progressiva de l'edifici fins a l'any 1866, quan els tortosins Barberà, Cento i Abarcat aprofitant les propietats curatives que conferien les aigües bicarbonatades i arsenicals que brollaven de les fonts de l’entorn, reedificaren i restauraren algunes de les edificacions del monestir, donant-li una nova funcionalitat com a balneari, l'espai obrí al públic el 5 de juny de 1866, amb el nom de Balneari de Cardó.

## Accessos
El camí de ferradura que feien servir els monjos per anar a missa tots els diumenges a la seu episcopal de Tortosa, també era el camí que feien servir tots aquells que arribaven des de la població de Tivenys, un accés que es realitzava durant quatre hores a lloms de cavalleries, pel Coll de Sant Bernat, avui conegut com a Coll de Murtero.
La porta d'entrada al Desert de Cardo, pel camí de Tivenys, es realitzava per l’ermita de Sant Bernat, coneguda en l'actualitat amb el nom de l'ermita cremada, fins que aquesta va quedar destruïda, sent substituïda per l’ermita de Sant Joan Baptista.
Un altre dels accessos al Desert de Cardó, per a tots aquells que arribaven pel camí de Rasquera, tot creuant el Portell de La Creu de Cosp, era l’ermita de Sant Àngel. Encara avui, resten les muralles de la portalada nord, les quals tancaven l'accés als vianants no desitjats i obligava a tots aquells que volien entrar, a trucar a la porta.

## Vida monàstica
Els monjos que formaven la comunitat del desert de Cardó, fonamentalment eren religiosos d’una certa edat, que sol·licitaven a l’ordre del Carmelites descalços, permís per ha passar-hi un temps determinat de retir i vida eremítica. Però, també hi havien novicis, que eren enviats per l’ordre per a exercitar-los i comprovar la seva determinació. Així com els anomenats “perpetus”, monjos que havien sol·licitat a l’ordre poder viure al desert a perpetuïtat.
Els frares, guiats per un prior, vivien en cel·les separades i es reunien amb la resta de la comunitat un cop al dia per celebrar l'eucaristia, la resta del dia la dedicaven a la vida contemplativa, a la meditació de la Sagrada Escriptura i al treball.
La duresa i el rigor en què hi vivien el monjos, era superior al que es vivia en altres convents carmelites. La comunitat de Cardó, que no comptava amb grans rendes, subsistia gràcies a donacions, almoines i als propis aliments que els hi proveïen les hortes i els camps de correu propietat del monestir, com: verdures, fruites, blat, ametlles, vi i oli. La dieta era força austera.
Els monjos que habitaven retirats en alguna de les ermites de la vall de Cardó, estaven obligats, tot i la seva vida eremítica, ha estar connectats amb el monestir per mitjà de les oracions obligatòries de l’ordre, amb la particularitat que per demostrar-ho, arribada l’hora de l’oració, havien de respondre compassadament, amb les petites campanes de les seves ermites al toc de la campana del cenobi del monestir.
La pau i tranquil·litat al desert de Cardó, es va veure trencada pels plets sobre els drets de pastura i d’accés a l’aigua amb pastors, llenyataires i agricultors dels pobles veïns de Ginestar i Rasquera. Conflictes que provocaren nombrosos incendis als boscos propietat del monestir.